# Santo Domingo Tonalá
Santo Domingo Tonalá är en kommun i Mexiko.   Den ligger i delstaten Oaxaca, i den sydöstra delen av landet, 230 km sydost om huvudstaden Mexico City.
Följande samhällen finns i Santo Domingo Tonalá:
- San Sebastián del Monte
- San Isidro Laguna Seca